# Papirtårnet
Papirtårnet er et højhus beliggende i Silkeborg, på området hvor byens gamle papirfabrik lå. Området er omdannet til en ny bydel centralt i byen, og papirtårnet er et af bydelens nyeste byggerier. Tårnet består af 22 etager og er 70 meter højt. Under terræn har bygningen egen parkeringskælder i 1 etage. Papirtårnet er Silkeborgs højeste bygning.